# Ivano Brugnetti
Ivano Brugnetti, född 1 september 1976 i Milano, är en italiensk friidrottare (gångare).
Brugnetti började sin karriär med att gå 50 kilometer och vann VM 1999 i Sevilla. Därefter har Brugnetti huvudsakligen valt den kortare distansen 20 kilometer där han vann OS-guld 2004 i Aten.